# Somoni
Somoni (Ts - Somonij / сомонӣ) är den valuta som används i Tadzjikistan i Asien. Valutakoden är TJS. 1 Somoni = 100 diram.
Valutan infördes 2000 och ersatte den tidigare tadzjikiske rubeln som infördes 1994 och i sin tur ersatte den rysk rubeln. Vid det senaste bytet var omvandlingen 1 TJS = 1000 tadzjikiska rubel och valutan har fått sitt namn efter Ismoil Somoni den förste ledaren av Samaniderna och grundaren av den första tadzjikiska nationen på 700-talet. 

## Användning
Valutan ges ut av National Bank of Tajikistan / Бонки миллии Тоҷикистон - NBoT som ombildades 1994 och har huvudkontoret i Dusjanbe.

## Valörer
- mynt: 1, 3 och 5 Somoni
- underenhet: 5, 10, 20, 25 och 50 diram,
- sedlar: 1, 5, 20 och 50 diram; 1, 5, 10, 20, 50 och 100 TJS